# Nolina bigelovii
Nolina bigelovii är en sparrisväxtart som först beskrevs av John Torrey, och fick sitt nu gällande namn av Sereno Watson. Nolina bigelovii ingår i släktet Nolina och familjen sparrisväxter. Inga underarter finns listade i Catalogue of Life.

## Bildgalleri

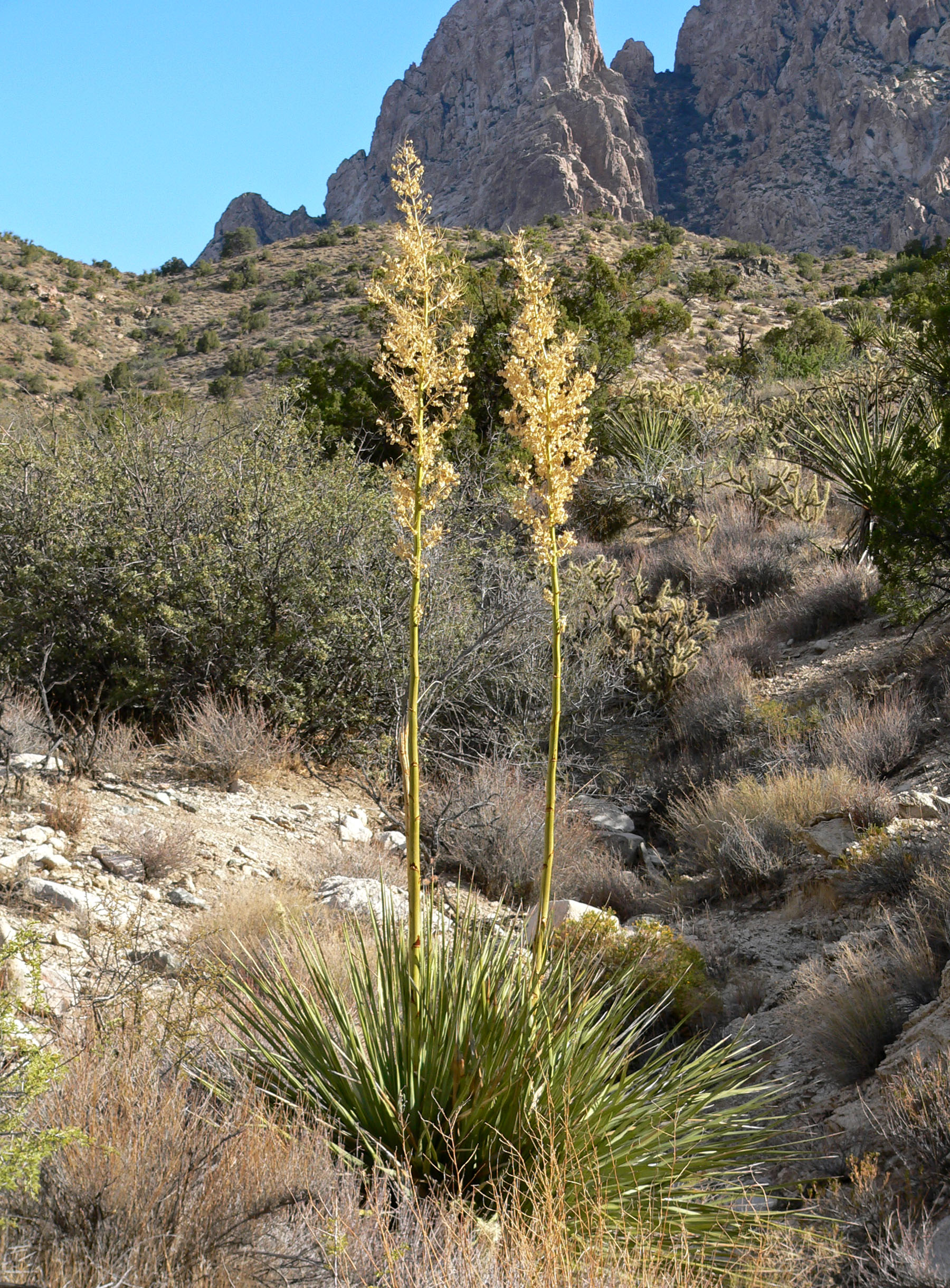
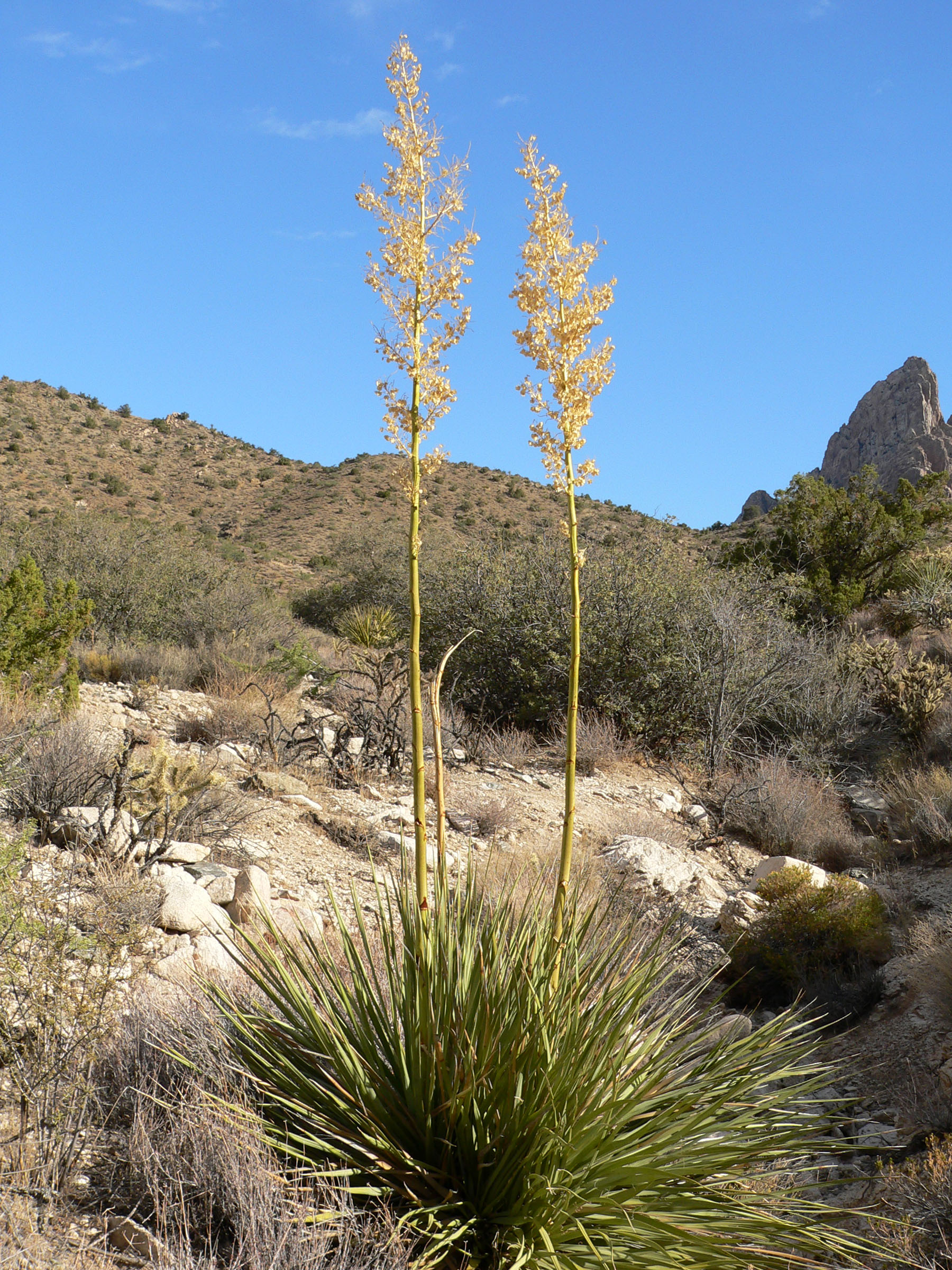
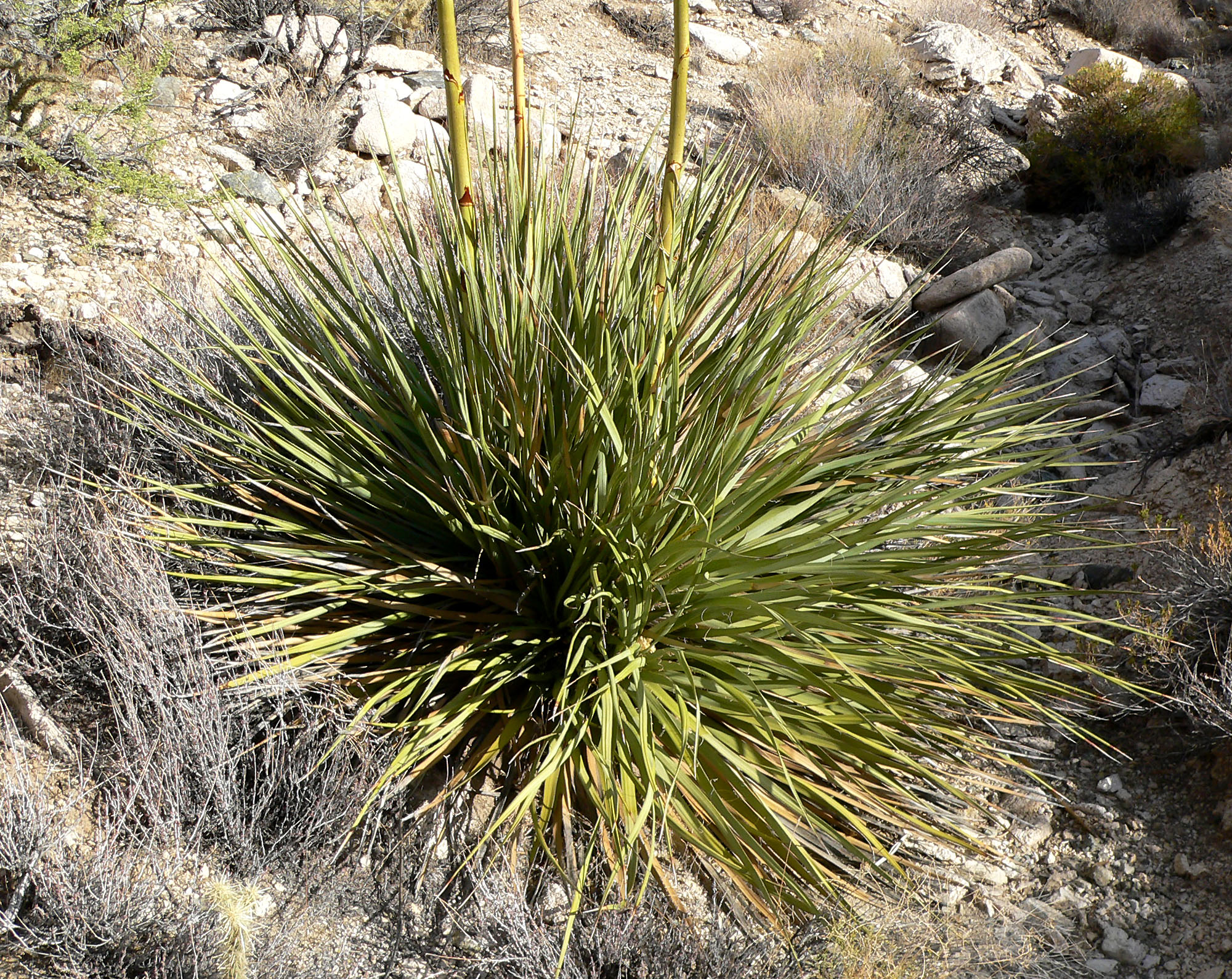
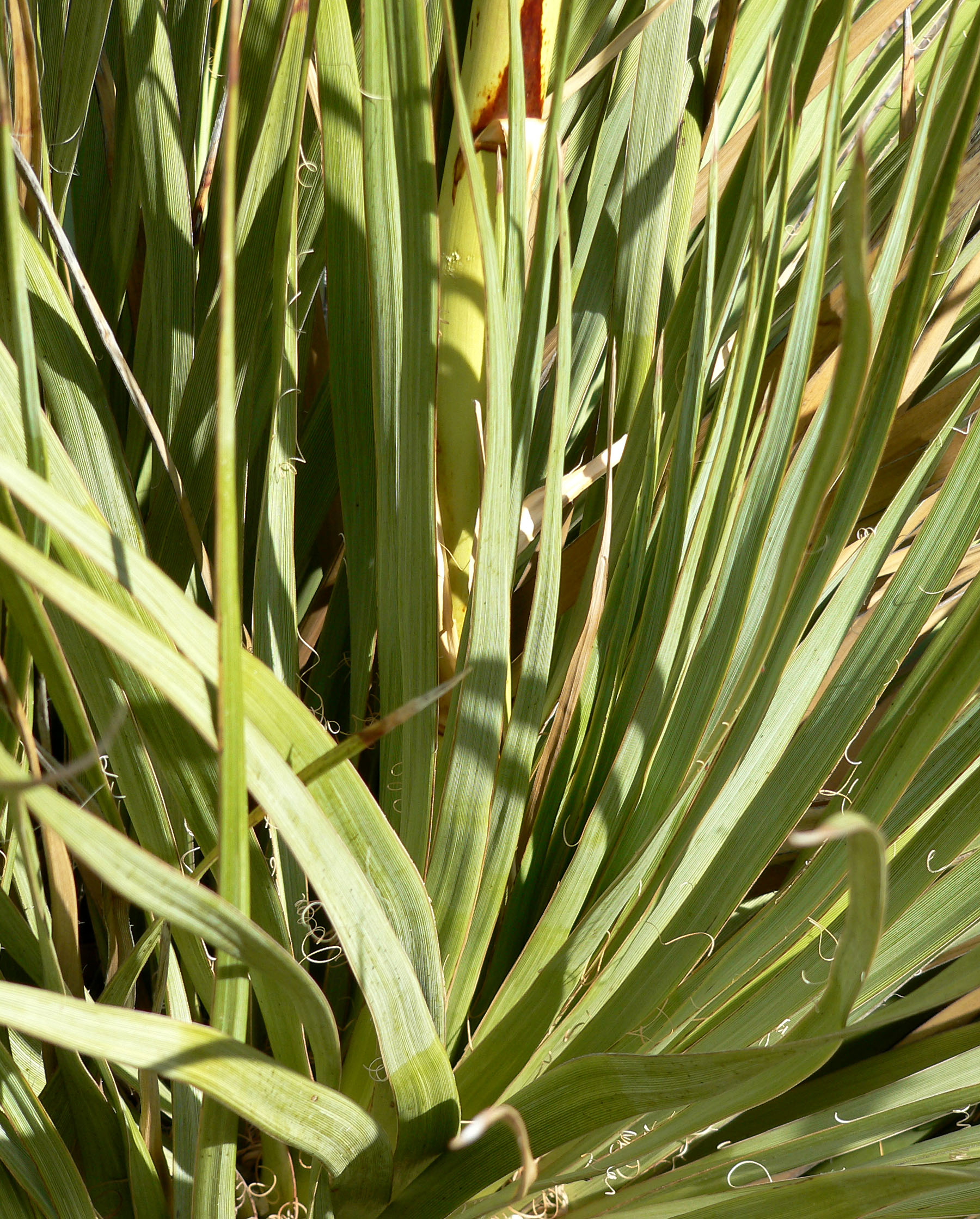
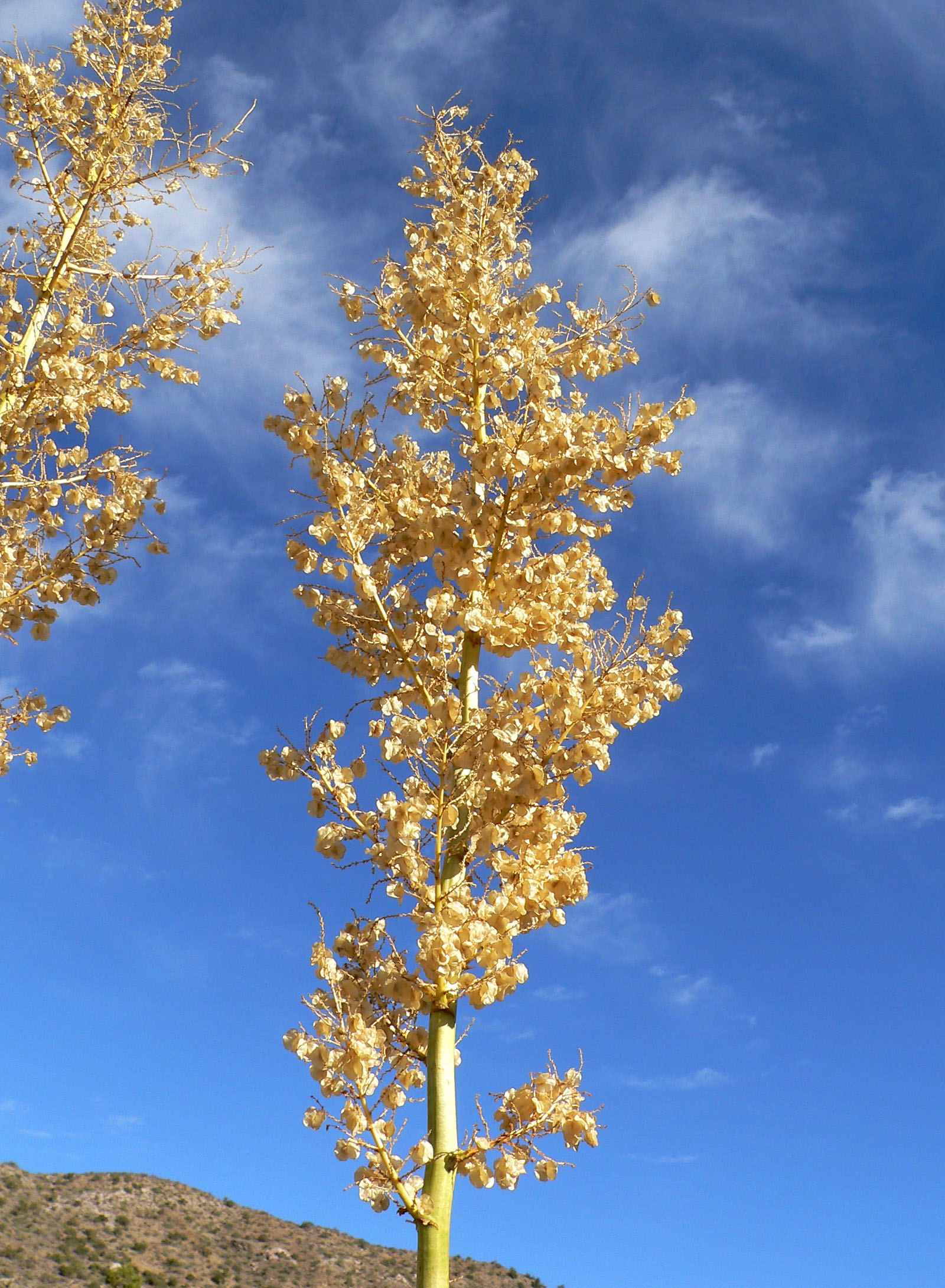
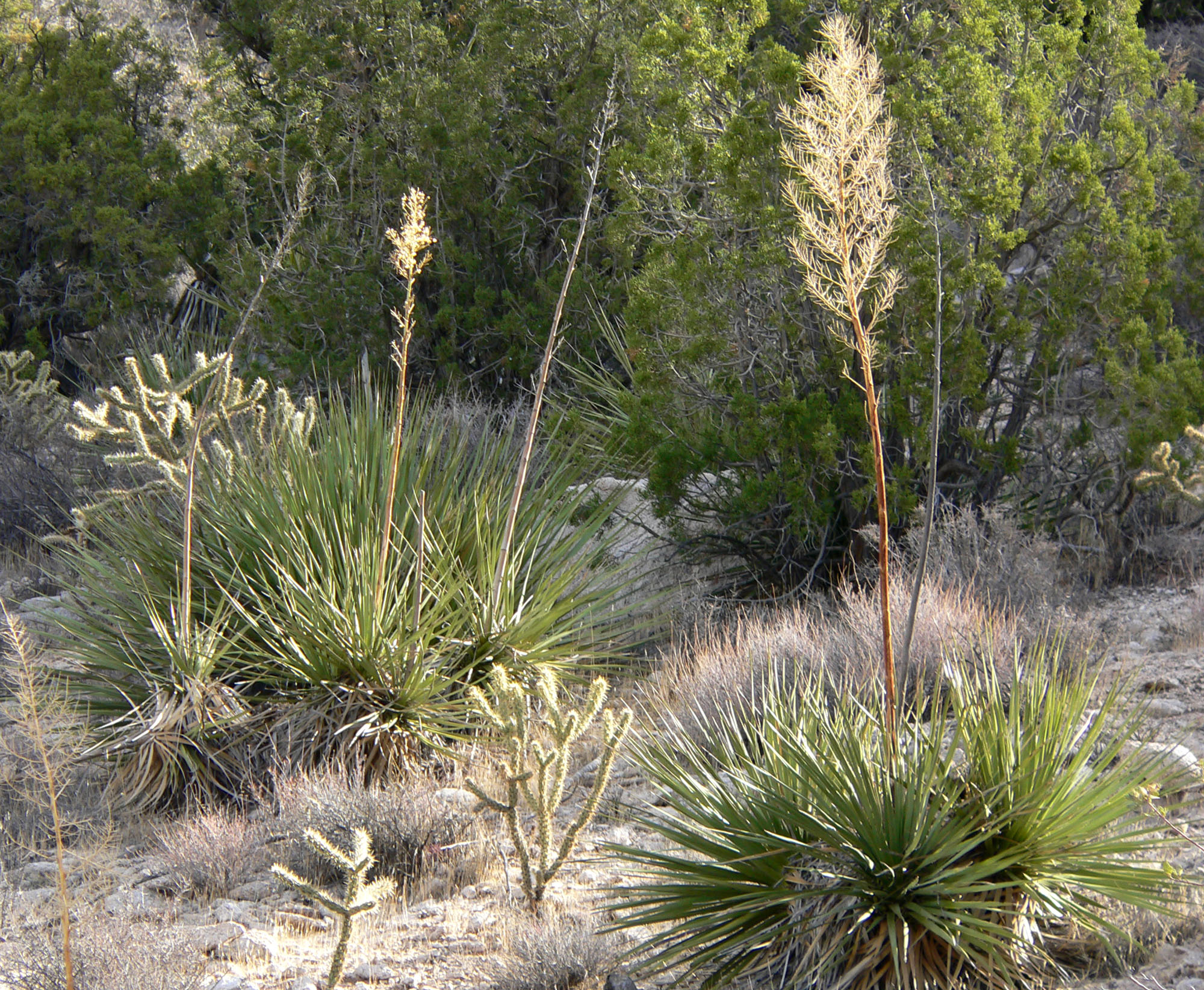